# 天壇座δ
天壇座δ，又名CP-60 6842，HD 158094、SAO 253945、HR 6500，是天壇座的一颗恒星，视星等为3.62，位于銀經331.27，銀緯-14.36，其B1900.0坐标为赤經17h 22m 4.2s，赤緯-60° -14.36′ 1″。